# Self Satisfaction
A Self-Satisfaction Okui Maszami második feldolgozásalbuma, mely 2009. augusztus 21-én jelent meg. Az album érdekessége, hogy a 2004-ben általa alapított Evolution kiadó felfedezettjeinek a dalait énekli fel, melyeket maga Maszami írt. Az Oricon listán a 127. helyet tudta elérni, egy hétig volt fenn, és 974 példányt adtak el belőle.

## Dalok listája
1. Divine Love 3:53
  - Eredeti előadó: Kitadani Hirosi
2. Strategy 3:19
  - Eredeti előadó: Mijazaki Ui
3. Adoration 4:33
  - Eredeti előadó: Mijazaki Ui
4. Juunagi (夕凪?) 4:47
  - Eredeti előadó: Ómi Tomoe
5. Kagaribi (篝火?) 5:11
  - Eredeti előadó: Kaori
6. Kaakera 5:20
  - Eredeti előadó: Nogava Szakura
7. Time Limit 3:38
  - Eredeti előadó: Mijazaki Ui
8. Honesty 5:15
  - Eredeti előadó: Takahasi Hiroki
9. Fuju no himavari (冬の向日葵?) 4:58
  - Eredeti előadó: Ómi Tomoe
10. Float (szora no kanata de) (Float～空の彼方で～?) 4:55
  - Eredeti előadó: Ómi Tomoe
11. Kurenai 4:33
  - Eredeti előadó: Mijazaki Ui
12. Ienai kara (Piano Quintetto) (言えないから -Piano quintetto-?) 5:09
  - Eredeti előadó: Isida Jóko